# Половые преступления в уголовном праве России
Половые преступления в уголовном праве России — группа преступлений, видовым объектом которых выступают половая свобода и половая неприкосновенность личности. Нормы, устанавливающие ответственность за данные преступления, объединены в главе 18 Уголовного кодекса Российской Федерации 1996 года).
В настоящее время уголовное законодательство России предусматривает ответственность за пять половых преступлений:
- изнасилование (ст. 131 УК РФ);
- насильственные действия сексуального характера (ст. 132 УК РФ);
- понуждение к действиям сексуального характера (ст. 133 УК РФ);
- половое сношение и иные действия сексуального характера с лицом, не достигшим шестнадцатилетнего возраста (ст. 134 УК РФ);
- развратные действия (ст. 135 УК РФ).

## Понятие
В российской уголовно-правовой литературе не существует единого определения половых преступлений. Т. В. Долголенко выделяет следующие признаки, позволяющие выделить половые преступления среди прочих видов общественно опасных деяний:
- сексуальная направленность;
- нарушение нормального уклада сексуальных отношений, сложившегося в обществе;
- умышленный характер.

А. Н. Игнатов называет в числе признаков половых преступлений, помимо нарушения нормального уклада половых отношений, их направленность на удовлетворение сексуального влечения самого виновного или других лиц. А. Е. Якубов дополняет эти признаки указанием на умышленные действия, направленные против нравственного и физического развития лиц, не достигших 16-летнего возраста.
Что касается понятия нормального уклада сексуальных отношений, то оно также относится к числу неоднозначных. Половые отношения в обществе в основном регулируются нормами нравственности, а не права. Лишь семейное право в определённой степени выступает в качестве правового регулятора отношений между полами, как брачных, так и внебрачных. Уголовное право также не выступает в качестве позитивного регулятора половых отношений. Оно также не даёт понятия сексуальной нормы, однако содержит признаки таких деяний, которые грубо попирают нравственные основы сексуальных отношений, являются общественно опасными посягательствами на права личности в половой сфере.
Я. М. Яковлев называет следующие составляющие нормального уклада сексуальных отношений, нашедшие отражение в уголовном законодательстве:
- достижение определённого возраста участниками сексуальных отношений;
- понимание участниками отношений социальной сущности половых отношений, их возможных последствий как физиологического (беременность, заражение передающимися половым путём заболеваниями), так и социального характера;
- сексуальные отношения могут возникать лишь на равной основе, при отсутствии принуждения, понуждения или игнорирования воли с одной из сторон.

Другие учёные выделяют также иные признаки нормального уклада половых отношений, в частности:
- разнополость партнёров;
- естественность формы полового сношения;
- отсутствие отношений близкого родства между партнёрами.

Эти признаки практически не находят отражения в уголовном законодательстве и признание некоторых из них отклонениями от сексуальной нормы само по себе является спорным.
Многие учёные определяют половые преступления через содержание их видового объекта: половой свободы и половой неприкосновенности. Так, Р. Р. Галиакбаров указывает. что под таким преступлениями понимаются «предусмотренные уголовным законом общественно опасные посягательства на половую неприкосновенность, нормальное физическое и психическое развитие лиц, не достигших 16-летнего возраста, на половую свободу взрослых лиц, либо на установившийся в обществе уклад половых отношений».
А. В. Корнеева определяет половые преступления как «умышленные действия против охраняемых уголовным законом половой неприкосновенности и половой свободы, а также нравственного и физического развития несовершеннолетних и причиняющие вред конкретным личностям». Указание в данном определении на причинение вреда конкретным личностям позволяет отграничить половые преступления от преступлений против общественной нравственности, также затрагивающих половую сферу.

## История
Хотя первые памятники русского права (Русская Правда, Соборное уложение 1649 года) и предусматривали наказуемость половых посягательств, они не выделялись в качестве самостоятельной группы посягательств и рассматривались в рамках более общих деяний, таких как оскорбление, нанесение «обиды», надругательство.
Лишь при Петре I в законодательстве появились нормы, специально направленные на защиту от половых посягательств. Артикул воинский Петра I предусматривал ответственность за изнасилование, мужеложство, кровосмешение, иные недозволенные виды полового сношения (как добровольные, так и недобровольные), а также за соблазнение незамужней женщины обещанием жениться на ней. За половые преступления предусматривались довольно суровые наказания: изнасилование, совершённое «ратными людьми» наказывалось смертной казнью, за другие деяния следовали суровые телесные наказания. В то же время, «для пресечения вымогательства денег развратными женщинами угрозою обвинения в тяжком преступлении» Артикул воинский устанавливал особые требования к доказательствам, делавшим возможным обвинение в изнасиловании. Так, женщина должна была объявить о случившемся «тотчас или до истечения дня». Должны были иметься также доказательства оказанного сопротивления в виде свидетельств посторонних о призывах на помощь или следов на теле или одежде.
Дальнейшее развитие норм о половых преступлениях было связано с разработкой Свода законов Российской Империи. В законодательных актах чётко прослеживалась линия защиты половых интересов женщин, ведущих себя соответственно моральным устоям общества. В Своде говорилось лишь о половых преступлениях, совершённых в отношении невинной девицы, замужней женщины и вдовы. Была ограничена ответственность за обольщение: данное деяние признавалось преступным, лишь если потерпевшие «оказались беременными от обольстителя» или если несовершеннолетняя и невинная потерпевшая была обольщена лицом, «имеющим по званию своему или особым обстоятельствам надзор за нею и большую или меньшую над нею власть».
Существенный прогресс в формулировании норм о половых преступлениях был достигнут с принятием Уложения о наказаниях уголовных и исправительных (особенно в редакции 1885 года). Основным отличием от предыдущих нормативных актов было распространение уголовно-правовой защиты на все категории женщин, независимо от их нравственных качеств.
Наиболее разработанной была норма об изнасиловании. Изнасилованием признавалось насильственное половое совокупление; иные формы насильственных сексуальных действий изнасилованием считаться не могли. Потерпевшей от изнасилования признавалась только женщина. Наказывалось изнасилование каторжными работами на срок от 4 до 8 лет. Отягчающими ответственность обстоятельствами считались: изнасилование замужней женщины, увоз обманом, побои или истязание, а также учинение изнасилования «опекуном, попечителем или наставником изнасилованной женщины, смотрителем тюрьмы или другого заведения, в коем она содержалась, врачом, наблюдавшим за изнасилованной, или вообще лицом, имеющим какую-либо, по званию или особым обстоятельствам, власть над нею».
В Уложении имелась норма, регламентирующая особенности необходимой обороны при изнасиловании: она допускалась с использованием любых средств, вплоть до причинения смерти посягавшему.
Условием ответственности за изнасилование было оказание потерпевшей серьёзного и непрерывного сопротивления. Наличие сопротивления жертвы не требовалось лишь если она была приведена в беспомощное состояние (беспамятство или неестественный сон) самим насилующими или по его распоряжению другим лицом, либо если потерпевшая не достигла возраста 14 лет.
Отдельными составами преступлений предусматривалась ответственность за изнасилование, повлёкшее смерть потерпевшей, а также её растление (понимаемое как физиологическая дефлорация). Довольно широко регламентировалось покушение на изнасилование: в качестве такового рассматривалось, например, похищение женщины с целью изнасилования.
Кроме изнасилования, Уложение предусматривало ответственность за следующие половые посягательства: растление малолетних, обольщение женщины или девицы, сводничество (малолетних или несовершеннолетних со стороных их опекуна, учителя или родителя, а также жён их мужьями), развратные действия в отношении несовершеннолетних, а также мужеложство и скотоложство.
Уголовное уложение 1903 года значительно расширило круг половых посягательств, за которые была установлена уголовная ответственность. Помимо упомянутых ранее деяний, устанавливалась наказуемость любострастных действий, любодеяния, потворства или склонения к непотребству, а также притоносодержания. Повышенная ответственность устанавливалась за совершение указанных деяний в отношении несовершеннолетних обоего пола. В Уложение не была включена норма об ответственности за скотоложство.
В советский период нормы о половых преступлениях продолжали развиваться. УК РСФСР 1922 года помещал их в главу «Преступления против жизни, здоровья, свободы и достоинства личности». Наиболее строгая ответственность была установлена за изнасилование, которое определялось как «половое сношение с применением физического или психического насилия или путём использования беспомощного состояния потерпевшего лица». Квалифицирующим признаком изнасилования считалось совершение потерпевшим лицом самоубийства. К числу ненасильственных половых преступлений данным кодексом относились половое сношение с лицами, не достигшими половой зрелости, сопряжённое с растлением или удовлетворением половой страсти в извращённых формах; развращение малолетних или несовершеннолетних путём совершения развратных действий. Кроме того, устанавливалась ответственность за такие смежные с половыми преступлениями деяния, как принуждение к занятию проституцией, сопряжённое с физическим или психическим воздействием, сводничество, содержание притонов разврата и вербовка женщин для занятия проституцией. Мужеложство в данном акте было декриминализовано.
Редакция УК РСФСР 1926 года не внесла принципиальных изменений в регулирование ответственности за половые преступления. Изнасилованием в этой редакции кодекса признавалось «половое сношение с применением физического насилия, угроз, запугивания или с использованием беспомощного положения потерпевшего лица»; квалифицирующими признаками данного деяния, помимо самоубийства потерпевшего лица, признавалось совершение его в отношении лица, не достигшего половой зрелости, а также участие в его осуществлении нескольких лиц. В судебной практике по аналогии к изнасилованию относились и другие деяния (например, разъяснением Верховного Суда РСФСР от 16 февраля 1928 года рекомендовалось квалифицировать как изнасилование вступление в зарегистрированный брак с целью использования женщины в половом отношении). За простое изнасилование изначально предусматривалась наказание в виде лишения свободы на срок до 5 лет, за квалифицированное — до 8 лет. Ответственность за изнасилование была усилена Указом «Об усилении уголовной ответственности за изнасилование» от 4 января 1949 года, который предусматривал повышение санкций и введение новых квалифицирующих признаков: изнасилование несовершеннолетних; изнасилование, повлёкшее за собой тяжкие последствия.
Среди других половых преступлений выделялось понуждение женщины к вступлению в половую связь или к удовлетворению половой страсти в иной форме лицом, в отношении которого женщина являлась материально или по службе зависимой. Наказуемым являлось уже само понуждение к сожительству. В то же время, требовалось доказать наличие именно понуждения к сексуальным действиям: простые предложения зависимым лицам вступить в половые отношения судами не рассматривались как образующие состав данного преступления. К смежным преступлениям относилось принуждение к занятию проституцией, которое включало в себя сводничество, содержание притонов разврата и вербовку женщин для занятия проституцией. Постановление ВЦИК и СНК от 1 апреля 1934 года вновь включило в уголовный кодекс статью, предусматривавшую ответственность за добровольное и насильственное мужеложство.
УК РСФСР 1960 года несколько изменил систему половых преступлений. К посягательствам на личность, как и прежде, относились изнасилование, понуждение женщины к вступлению в половую связь, половое сношение с лицом, не достигшим половой зрелости и мужеложство. Сводничество и содержание притонов разврата в новом кодексе стали относиться к преступлениям против общественной безопасности, общественной нравственности и здоровья населения. Данное нововведение не было поддержано рядом учёных, которые предлагали не только группировать данные составы вместе по признаку посягательства на половую сферу, но и включить в состав половых преступлений изготовление и распространение порнографических изделий и материалов, как деяние, направленное на удовлетворение половых потребностей.
В изначальной редакции УК РСФСР 1960 года ответственность за изнасилование регламентировалась практически так же, как и в УК 1926 года (в редакции Указа от 4 января 1949 года). 15 февраля 1962 года был принят Указ Президиума Верховного Совета СССР «Об усилении уголовной ответственности за изнасилование», которым были введены новые квалифицированные составы изнасилования, а наказание за изнасилование с особо квалифицированным составом было усилено до лишения свободы на срок от 8 до 15 лет со ссылкой на срок от 2 до 5 лет, либо смертной казни. Введение смертной казни за изнасилование вызвало протест со стороны учёных и правоприменителей; на практике она применялась в основном в случае совершения изнасилования, сопряжённого с убийством. В 1993 году было декриминализовано ненасильственное мужеложство.
УК РФ 1996 года выделил преступления против половой свободы и неприкосновенности личности в отдельную главу, конкретизировав признаки их основных и квалифицированных составов. Добавились составы насильственного лесбиянства и иных действий сексуального характера. Потерпевшими от понуждения к вступлению в сексуальные контакты стали считаться как женщины, так и мужчины, а число способов совершения данного деяния было существенно расширено.
Нормы УК, устанавливающие ответственность за половые преступления, не остаются неизменными. Наиболее существенные поправки в них были внесены федеральными законами от 27.07.2009 № 215-ФЗ и 09.02.2012 № 14-ФЗ. В основном эти акты были направлены на усиление ответственности за половые преступления, совершённые в отношении несовершеннолетних и малолетних лиц. В частности, последним из упомянутых нормативных актов была вновь введена смертная казнь за изнасилование малолетней, совершённое лицом, ранее судимым за половые преступления против несовершеннолетних.

## Общие признаки
Родовым объектом данных преступлений является личность. По определению Г. Н. Борзенкова, личность в уголовном праве понимается как «…человек, рассматриваемый в системе социальных ролей и общественных отношений».
Согласно наиболее распространённой точке зрения, видовым объектом половых преступлений являются половая свобода и половая неприкосновенность. Кроме того, некоторые учёные предлагают рассматриваться в качестве видового объекта данных преступлений «уклад половых отношений, основанный на нормах половой морали». Ранее действовавший УК РСФСР 1960 года устанавливал ответственность за посягательства именно на сложившийся уклад половых отношений (например, ненасильственное мужеложство), однако конкретные половые преступления, закреплённые в действующем УК, практически не затрагивают такой уклад.
Под половой свободой понимается свобода личности в половой сфере, то есть право на самостоятельный выбор полового партнёра и определение характера половых отношений, в которые желает вступать лицо.
Под половой неприкосновенностью понимается правовой запрет на вступление в сексуальные отношения с лицами, не достигшими 16-летнего возраста и половой зрелости, действующий независимо от того, насильственными или добровольными являются такие сексуальные отношения. Некоторые учёные распространяют понятие половой неприкосновенности и на лиц, достигших 16-летнего возраста.
Среди дополнительных объектов данных преступлений можно назвать жизнь и здоровье потерпевших, их телесную неприкосновенность, а также интересы нормального физического и нравственного развития несовершеннолетних.
Потерпевшим от половых преступлений может быть лицо любого пола: как мужчина, так и женщина. УК РФ в данной области является более прогрессивным, чем УК РСФСР 1960 года, в котором делался явный перекос в сторону охраны женского пола от сексуальных посягательств. Охрана интересов потерпевших осуществляется независимо от их социального статуса, рода занятий, морального облика и т. д.
Действующее российское уголовное законодательство не предусматривает составов половых посягательств на тела умерших и на животных. Соответствующие деяния рассматриваются как преступления против общественной нравственности в рамках более общих составов (ст. 244 УК РФ — «Надругательство над телами умерших и местами их захоронения» и ст. 245 УК РФ — «Жестокое обращение с животными»).
Смежными с половыми являются такие преступления против общественной нравственности, как вовлечение в занятие проституцией (ст. 240 УК РФ), организация занятия проституцией (ст. 241 УК РФ), незаконные изготовление и оборот порнографических материалов или предметов (ст. 242 УК РФ), изготовление и оборот материалов или предметов с порнографическими изображениями несовершеннолетних (ст. 2421 УК РФ), использование несовершеннолетнего в целях изготовления порнографических материалов или предметов (ст. 2422 УК РФ).
Насильственные половые преступления тесно связаны с преступлениями против жизни, здоровья и телесной неприкосновенности личности (например, с причинением средней тяжести вреда здоровью — ст. 112 УК РФ). В зависимости от ситуации, возможна как квалификация данных преступлений по совокупности с половыми преступлениями, так и конкуренция норм.
Объективная сторона данных преступлений включает активные действия в качестве основного элемента и имеет формальную конструкцию. Лишь отдельные квалифицированные составы насильственных половых преступлений имеют материальную конструкцию. Значительную роль при квалификации таких деяний играет способ совершения преступления: именно в зависимости от него половые преступления делятся на виды.
Субъективная сторона характеризуется умышленной формой вины (в некоторых квалифицированных составах — двойной формой вины). Мотивы и цели данных преступлений не описаны в уголовном законе. В подавляющем большинстве случаев они носят сексуальный характер, однако большинство учёных допускает возможность совершения половых преступлений и с иными мотивами и целями: например, известны ситуации, когда изнасилования и насильственные действия сексуального характера совершались по мотивам мести и личных неприязненных отношений, а также по найму.
Имеют особенности и характеристики субъекта половых преступлений. Для изнасилования и насильственных действий сексуального характера установлен пониженный возраст субъекта — 14 лет, а для развратных действий и полового сношения и иных действий сексуального характера с лицом, не достигшим 16-летнего возраста, — повышенный (18 лет). Кроме того, изнасилование может быть совершено только мужчиной.

## Классификация
Обычно половые преступления российскими учёными делятся на два вида:
- насильственные половые преступления (изнасилование и насильственные действия сексуального характера — ст. 131 и 132 УК РФ);
- ненасильственные половые преступления (понуждение к половому сношению или иным действиям сексуального характера, половое сношение и иные действия сексуального характера, совершённые с лицом, не достигшим 16-летнего возраста и половой зрелости, развратные действия — ст. 133, 134, 135 УК РФ).

Некоторые авторы называют эти виды соответственно преступлениями против половой свободы и преступлениями против половой неприкосновенности.
Данная классификация не является единственной. В частности, А. Е. Якубов классифицирует половые преступления по непосредственному объекту на:
- посягающие на половую свободу, здоровье и честь взрослого человека (ст. 131 и ст. 133 УК РФ);
- посягающие на половую неприкосновенность, нормальное физическое, умственное и моральное развитие несовершеннолетних и малолетних (п. «а» ч. 3, п. «б» ч. 4, ч. 5 ст. 131, ст. 134, 135 УК РФ);
- включающие в себя разновидности половых отношений, сопряжённые с причинением вреда здоровью, чести и достоинству личности (ст. 132, 133 УК РФ).

С. И. Никулин приводит следующую классификацию:
- деяния, сопряжённые с открытым сексуальным насилием (ст. 131, 132, 133 УК РФ);
- посягательства, связанные с грубыми нарушениями сексуальной морали, совершаемыми совершеннолетними лицами в отношении лиц, не достигших 16-летнего возраста и половой зрелости (ст. 134, 135 УК РФ).

По критерию способа совершения деяния, выделяется четыре группы половых преступлений:
- соединённые с половым сношением (ст. 131 УК РФ);
- не соединённые с половым сношением (ст. 132, 133 УК РФ);
- развратные действия (ст. 135 УК РФ);
- половое сношение и иные действия сексуального характера с лицом, не достигшим 16-летнего возраста (ст. 134 УК РФ).